# Zürichdeutsch
Zürichdeutsch (Eigenbezeichnung: Züritüütsch) bezeichnet den hochalemannischen Dialekt, der hauptsächlich im Schweizer Kanton Zürich gesprochen wird.

## Verbreitungsgebiet
Das Verbreitungsgebiet des Zürichdeutschen ist primär der Kanton Zürich. Davon ausgenommen ist im Norden der grössere Teil des Weinlands und das Rafzerfeld sowie im Osten ein schmales Grenzgebiet bei Frauenfeld, welches die Gemeinden Ellikon und Hagenbuch einschliesst. Diese drei Gebiete werden dem schaffhausisch-thurgauischen Dialekt zugerechnet. Anders als gegen Norden und Osten, wo ein klares Isoglossenbündel das Zürichdeutsch begrenzt, sind die Übergänge gegen Süden und Westen fliessender. So ist beispielsweise die in Rapperswil-Jona im Kanton St. Gallen gesprochene Mundart mit der zürcherischen weitgehend identisch, wogegen die Sprache im Knonaueramt schon gewisse Züge der westlichen und südlichen Nachbardialekte aufweist.
An der Bevölkerungszahl des Kantons Zürich (1,5 Millionen) gemessen, ist die Zürcher Mundart der am meisten gesprochene alemannische Dialekt in der Schweiz.

## Merkmale
Zürichdeutsch ist ein hochalemannischer Dialekt und weist alle typischen Merkmale des Alemannischen auf. Es besitzt seinen eigenen, von vielen als rau empfundenen Klang. Das charakteristische «ch» sowie «k» («kch» (kχ)) werden – wie in fast allen Deutschschweizer Mundarten – besonders kehlig ausgesprochen, aber ebenso die Vokale, insbesondere das «a», das zwar sehr tief lautet, im Gegensatz zu den anderen nordschweizerischen Dialekten aber nicht bis zum offenen «o» verdumpft wird.
Das Zürichdeutsche ist im Gegensatz zu anderen Regionalmundarten seit jeher recht homogen; die Einzelmundarten der verschiedenen Zürcher Landschaften unterscheiden sich in Lautung und Wortschatz nur in Einzelheiten. Anders als etwa im Kanton Bern, wo wichtige Isoglossen gleich in der Nähe der Hauptstadt verlaufen, strahlte der Sprachgebrauch der Stadt Zürich schon im Spätmittelalter weit in die Landschaft hinaus. Besonders deutlich wird diese Ausstrahlung in der sog. Rücksenkung von langem offenem òò /ɔː/, das seinerseits aus mittelhochdeutsch /aː/ verdumpft worden war und ab der frühen Neuzeit wieder zu /ɑː/ gesenkt wurde – worin sich das Zürichdeutsche von allen anderen Nordschweizer Dialekten abgrenzen lässt (im Zürcher Oberland wurde /ɔː/ im gleichen Zug zu /oː/ geschlossen).
Heute gilt Zürichdeutsch bei vielen Schweizern als ein verhältnismässig «unspezifischer» Dialekt. Es handelt sich dabei um eine Sicht, die dialektologisch keineswegs zutreffend ist, aber insofern nicht unberechtigt ist, als im Kanton Zürich im Laufe des 20. Jahrhunderts ein durchgreifender Mundartwandel stattgefunden hat. Die Gründe hierfür sind darin zu suchen, dass die Stadt zum nationalen und internationalen Wirtschaftszentrum und die Landschaft zu dessen Agglomeration avanciert sind.

### Charakteristika der regionalen Formen

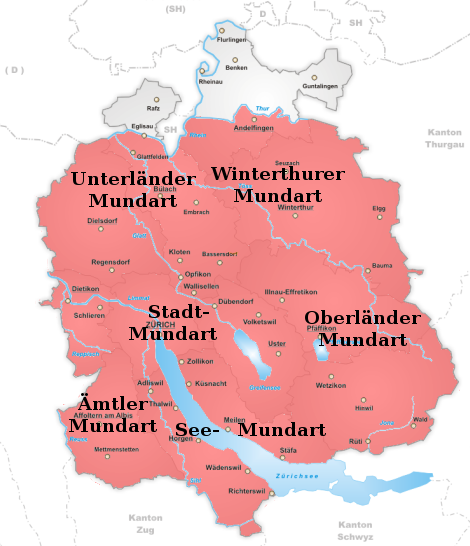
Mundarten innerhalb des Zürichdeutschen

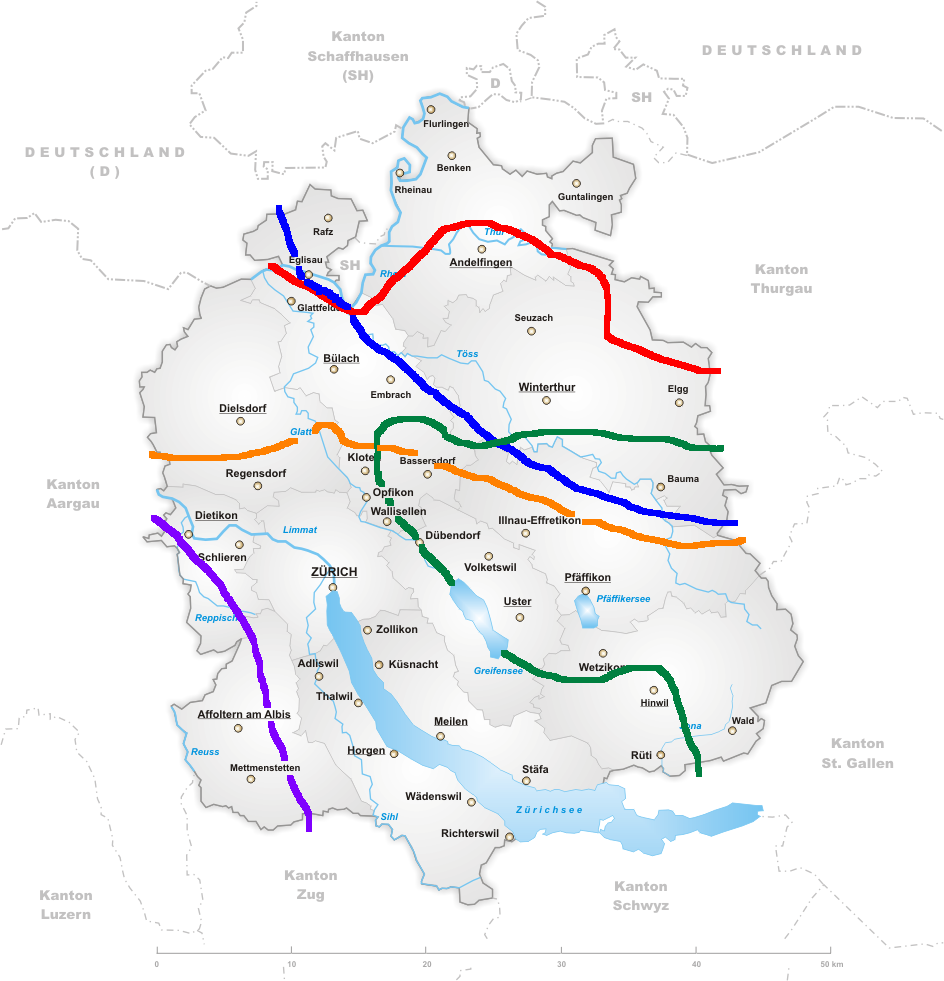
Isoglossen im Kanton Zürich

In der Literatur wird die in der Stadt und am See gesprochene Form als Normalform angenommen.

#### Weinland
Nördlich von Thur und Rhein wird ein Dialekt gesprochen, der in sprachwissenschaftlicher Sicht nicht mehr dem Zürichdeutschen, sondern dem schaffhausisch-thurgauischen Dialektraum zugehört, wenngleich diese Elemente heute teilweise von zürichdeutschen zurückgedrängt werden. Klassisch weinländerisch sind folglich das Fehlen des zürichdeutschen überoffenen ä [æ], an dessen Stelle offenes è [ɛ] tritt, z. B. lèse für zürichdeutsch läse, oder Lautungen wie braat für zürichdeutsch bräit, üüs für zürichdeutsch öis, ois oder er siet /siət/ für zürichdeutsch er gseet (er sieht).

Im Weinland heisst der unbestimmte neutrale Artikel sodann wie in der Nordostschweiz e, z. B. e Chind (sonst es Chind; um Winterthur und im Unterland stehen e und es nebeneinander).

#### Winterthur
Allbekannt ist die (auch in Schaffhausen und dem Nordwestthurgau geltende) Lautung nid, niid (sonst nöd, nööd) für ‘nicht’. Charakteristisch für den Bezirk Winterthur und das Weinland ist auch das geschlossene /e/ in den beiden Wörtern Nescht (sonst Näscht) und Bese (sonst Bäse); Letzteres gilt auch für das Unterland, wogegen das übrige Zürichdeutsch überoffenes /æ/ hat. Eine weitere Eigenheit des Raumes Winterthur und Weinland sowie angrenzender Teile des Unter- und des Oberlandes (und der angrenzenden Ostschweiz) sind sodann die geschlossen ausgesprochenen kurzen Hochvokale /i u y ø/.

Einen Gegensatz zwischen den Städten Winterthur und Zürich bildete früher auch die Aussprache der Tiefzungenvokale /a/ und /æ/ in offener Silbe: Während diese in der Hauptstadt wie in der gesamten Südhälfte des Kantons bis ins 20. Jahrhundert hinein lang gesprochen wurden (etwa baade, lääse), kennt Winterthur wie die gesamte Nordhälfte des Kantons seit alters Kürze (also bade, läse).

Als Winterthurer Schibboleth gilt die Verwendung des Wortes Pünt für den Schrebergarten.

#### Unterland
Gleich wie um Winterthur und im Weinland gilt hier die geschlossene Aussprache des /e/ im Wort Bese (nicht aber in Näscht), und auch der unbestimmte neutrale Artikel kann hier (muss aber nicht) e lauten (e[s] Chind). Typisch für Teile des Unterlandes ist sodann die Aussprache nüd (‘nicht’), während am See und im Limmattal nöd, in Winterthur und im Weinland nid gilt. Im nördlichen und westlichen Unterland heisst es sodann wie im Weinland und im Amt Tüne (sonst Wèèe ‘Wähe’).

Im Übrigen schliesst sich der Unterländer Dialekt weitgehend der Seemundart an, hat allerdings die dort bis in die erste Hälfte des 20. Jahrhunderts geltende Dehnung der Tiefzungenvokale nie mitgemacht.

#### Oberland
Das Hauptcharakteristikum der Zürcher Oberländer Mundart ist das lange geschlossene (und nicht wie in der angrenzenden Nordostschweiz offene) oo anstelle des normalzürcherischen (und althochdeutschen) langen aa: Strooss (sonst Straass), spoot (sonst spaat), Broote (sonst Braate), schlooffe (sonst schlaaffe), Spitool (sonst Spitaal). Dass das übrige Zürichdeutsch diese Verdumpfung vor langer Zeit auch einmal hatte, wird darin deutlich, dass in umgelauteten Fällen wie Ströössli, spööter, schlööffele die Verdumpfung gemeinzürichdeutsch ist. Typisch für das Oberland ist überdies, dass (wie im anschliessenden Kanton St. Gallen) ii, uu und üü vor einem t gekürzt werden: Zit (sonst Ziit), Fritig (sonst Friitig), Züritütsch (sonst Züritüütsch), Chrüz (sonst Chrüüz). In den übrigen Bereichen unterscheidet sich das Oberländerische aber nur wenig von der Seemundart.

#### Seeregion
Die Seemundart, zu der auch der Dialekt der Stadt Zürich gehört, bildet das eigentliche Zentrum vieler Erscheinungen des Zürichdeutschen. Bis ins 20. Jahrhundert hinein war die Seeregion zum Beispiel ein Zentrum der Dehnung der Tiefzungenvokale in offener Silbe, zum Beispiel baade (‘baden’), lääse (‘lesen’), sowie der einsilbigen (apokopierten) Feminina, zum Beispiel Naas (‘Nase’), Flüüg (‘Fliege’). Beide Phänomene sind mittlerweile verschwunden und lauten – wie schon früher in den meisten Nachbarmundarten sowie seit Alters im nördlichen Zürichdeutsch – bade, läse, Nase, Flüüge.
Ein Wort, das es schweizweit nur im Raum Stadt Zürich / Zürichsee / mittleres Glatttal gibt, ist Chrottepösche für den ‘Löwenzahn’; andere Zürcher Regionen kennen hierfür Wörter wie Chettebluem(e), Griggele, Buggele, Söistock, Milchlig(stock) oder Ringelbluem.

#### Knonaueramt
Die Mundart im Süden und Südwesten des Kantons Zürich stellt einen Übergangsdialekt zu den Mundarten des südöstlichen Aargaus und Luzerns dar. Wie im angrenzenden Freiamt und Zugerland und überhaupt wie in den meisten schweizerdeutschen Mundarten werden die Sonanten lang gesprochen (ll, mm, nn), die im übrigen Zürichdeutschen lenisiert worden sind (l, m, n). Es heisst hier also: gfalle (sonst in Zürich gfale), schwümme (sonst schwüme). Einen weiteren innerschweizerischen Zug weist die Ämtler Mundart bei der verbalen Pluralendung auf, die hier mir/ir/si machid, im übrigen Zürichdeutsch aber mir/ir/si mached lautet.

Die Albiskette ist sodann die Grenze zwischen östlichem überoffenem ä und westlichem neutralem è in den Fällen hochdeutsch «hast, hat, denn, wenn». Das Knonaueramt geht also in diesem Fall schon wie das westliche Schweizerdeutsch: du hèsch (sonst in Zürich häsch), er hèd (sonst hät), dènn (sonst dänn), wènn (sonst wänn).

Ganz für sich steht das Knonaueramt mit der Verdumpfung von a vor l plus Konsonant, etwa in olt (sonst alt), cholt (sonst chalt), Olbis (sonst Albis).

### Beispiele

#### Wortschatz
| Zürichdeutsch  | Hochdeutsch                                                | Verwendungsbeispiel                                |
| -------------- | ---------------------------------------------------------- | -------------------------------------------------- |
| luege          | schauen                                                    | Lueg deet de Elifant!                              |
| lose           | (an-, zu-)hören                                            | Im Zug tueni mäischtens Musig lose.                |
| schmöcke       | riechen                                                    | Das schmöckt dänn guet!                            |
| poschte        | einkaufen                                                  | Am Samschtig gaat di ganz Familie go poschte.      |
| lisme          | stricken                                                   | Sii hät sich e Chappe glismet und èèr en Schaal.   |
| glette         | bügeln                                                     | Ich mues na Wösch glette.                          |
| lauffe         | (zu Fuss) gehen                                            | Nämed mer de Bus oder lauffed mer?                 |
| springe        | laufen                                                     | Er isch devoogsprunge.                             |
| tschuute       | Fussball spielen (von englisch to shoot)                   | Min Fründ gaat jede Samschtig go tschuute.         |
| plagiere       | angeben                                                    | Hör doch uf plagiere, du Schnori!                  |
| brüele         | weinen                                                     | Ufem Spiilplatz brüelet es Chind.                  |
| chlüübe        | kneifen                                                    | S Lisi hät mi in Aarm gchlobe.                     |
| verchare       | überfahren                                                 | Mis Büsi isch vercharet worde.                     |
| Chrottepösche  | Löwenzahn                                                  | D Wisen isch vole Chrottepösche.                   |
| Müllerblüemli  | Gänseblümchen                                              | Di ganz Wisen isch wiiss vor luuter Müllerblüemli. |
| Büsi           | Katze                                                      | Ich hett gèèrn es Büsi.                            |
| Röiel          | Kater                                                      | De Röiel röilet.                                   |
| Pfnüsel        | Schnupfen                                                  | Im Früelig plaaget en de Höipfnüsel.               |
| Glettise       | Bügeleisen                                                 | Zum Glette bruucht mer es Glettise.                |
| Chlüppli       | Wäscheklammer                                              | Zum d Wösch uufhänke bruucht mer Chlüppli.         |
| Zäine          | Wäschekorb                                                 | Die frisch Wösch liit zämeggläit i de Zäine.       |
| Chlüüre        | Murmel (aus Glas)                                          | En Hegel und e Hampfle Chlüüren im Hosesack.       |
| Schoppe        | (Baby-)Fläschchen                                          | Gib em Chind de Schoppe!                           |
| Stutz          | Franken; Geld                                              | Das choschtet föif Stutz.                          |
| Bileet         | Fahrkarte; Führerschein                                    | Ali Bileet, bitte!                                 |
| Barile         | Aprikose                                                   | Barilegomfi und Barilewèèen isch öppis Guets.      |
| Binätsch       | Spinat                                                     | Vil Chind händ Binätsch nöd gèèrn.                 |
| Böle           | Zwiebel (jünger auch statt Bale für den Spielball)         | Aazele Böle schelle, d Chatz gaat uf Walisele.     |
| Chabis         | Kohl; Unsinn                                               | Red ekäi Chabis!                                   |
| Hèrdöpfel      | Kartoffel                                                  | Uf dem Fäld wachsed Hèrdöpfel.                     |
| Hèrdöpfeltampf | Kartoffelbrei                                              | Si macht eso-n-en guete Hèrdöpfeltampf.            |
| Wèè(j)e        | Blechkuchen; Wähe                                          | Friitig isch Wèèetaag.                             |
| Sidele         | Stabelle                                                   | Di Sidele isch zwäihundertfüfzg Jaar alt.          |
| Winde          | Dachboden                                                  | Uf de Winde häts en Huuffe Grümpel.                |
| Schoche        | Haufen                                                     | Ganz Schöche Hèrdöpfel ässe.                       |
| Säich          | Unsinn                                                     | Red nöd eso-n-en Säich.                            |
| Siech          | (Mist-)Kerl (ursprünglich: ein kranker Mensch)             | Du bisch en blööde Siech! Er isch en glatte Siech! |
| Sibesiech      | ausgefuchster Kerl                                         | De Felix, de Sibesiech, hät dä Stier igfange!      |
| Tubel          | Idiot                                                      | Du bisch en Tubel!                                 |
| gruusig        | eklig                                                      | Iii, isch das gruusig.                             |
| häimlifäiss    | harmlos wirkend, es aber faustdick hinter den Ohren habend | Du bisch scho na häimlifäiss.                      |
| uu             | sehr                                                       | Das isch uu nett vo dir!                           |
| öpper          | jemand                                                     | Öpper hät mis Portmonee gstole.                    |
| öppis          | etwas                                                      | Ich wett der öppis schänke.                        |
| öppe           | etwa                                                       | Das choscht öppe hundert Franke.                   |
| nöime(t)       | irgendwo                                                   | Häsch nöimet miini Ziitig gsee?                    |
| ufe, ue        | herauf, hinauf                                             | Uf dèè Gipfel ue müemer chräsme.                   |
| abe            | herunter, hinunter                                         | D Chatz trout sich nümen abem Baum abe.            |
| daa            | hier                                                       | Wie lang bliibed Si daa?                           |
| amig(s)        | jeweils                                                    | Am Wuchenänd gaat er amigs go wandere.             |
| echli          | ein wenig                                                  | D Musig isch mer echli z luut.                     |

#### Übersetzungsbeispiel
«Isch s Hoochtüütsch würkli so schwèèr? S häisst, s Hoochtüütsch seg e Fremdspraach. Und koomisch: Me säit Hoochtüütsch und mèrkt gaar nöd, das me sälber au Hoochtüütsch redt, nu e chli andersch als di Tüütsche. Daa hät mi e Frau z Griecheland, woni i de Fèrie gsii bi, ime groosse Hotelgang ine gfrööget: ‹Sii, wo gaats da dure zum Schwümmbaad?› Si hät gmäint, ich seg en Tüütsche. Und miich hät de Tüüfel gschtoche, und i ha zruggfrööget: ‹Wollen Sii gogen schwümmen?› Druf hämmer beedi müese lache. Ja, so gaats äim halt öppedie, hämmer zäme gmäint. Me findt de Rank nöd immer mit em Hoochtüütsch. Und mängisch, wämers hät wele bsunders guet mache, ischs ganz schief usechoo. Und druufabe hät si der äint oder ander gsäit: ‹I probiers gar nüme.› Daa hockts! Aber die Mäinig dörfed mer nöd laa iiriisse, will soo schwèèr, wies schiint, ischs au wider nööd. Das wämmer grad zäige.»
Übersetzung:

«Ist das Hochdeutsche wirklich so schwer? Es heisst, das Hochdeutsche sei eine Fremdsprache. Und komisch: Man sagt Hochdeutsch und merkt gar nicht, dass man selber auch hochdeutsch redet, nur ein wenig anders als die Deutschen. Da hat mich eine Frau in Griechenland, wo ich in den Ferien gewesen bin, in einem grossen Hotelgang gefragt: ‹Sii, wo gaats da dure zum Schwümmbaad?› Sie hat gedacht, ich sei ein Deutscher. Und mich hat der Teufel geritten, und ich habe zurück gefragt: ‹Wollen Sie gogen schwümmen?› Darauf haben wir beide lachen müssen. Ja, so geht’s einem halt manchmal, haben wir beide gesagt. Man findet nicht immer den Zugang zum Hochdeutschen. Und manchmal, wenn man es besonders gut machen wollte, ist es ganz schief rausgekommen. Und daraufhin hat sich der eine oder andere gesagt: ‹Ich probier’ es gar nicht mehr.› Da hockt’s! Aber diese Meinung dürfen wir nicht einreissen lassen, denn so schwer, wie es scheint, ist es auch wieder nicht. Das wollen wir nun zeigen.»

## Bedeutung und Stellung
Aufgrund der Zentrumsfunktion der Stadt Zürich ist die hier gesprochene Mundart ein Kristallisationspunkt der Prozesse, die in Richtung eines vereinheitlichten nord- und ostschweizerischen Dialekts gehen. Durch die grosse Anzahl an Sprechern sowie der Rolle Zürichs als Wirtschafts- und Medienzentrum hat dieses «moderne» Zürichdeutsch vor allem in den Medien eine gewisse Dominanz unter den Schweizer Dialekten. Dies wird in der übrigen Deutschschweiz nicht gern gesehen und ist mitverantwortlich für einen sogenannten «Anti-Zürich-Reflex». Allerdings muss auch berücksichtigt werden, dass die Zürcher Mundart sehr viele Eigenheiten zugunsten von Merkmalen anderer Dialekte und insbesondere des Hochdeutschen aufgegeben hat und weiter aufgibt; von einer Verdrängung anderer Dialekte durch das Zürichdeutsche kann somit keine Rede sein, vielmehr aber von der Entstehung einer eigentlichen grossräumigen Koiné.
Mit u. a. dem Trio Eugster, den Schlieremer Chind, den Minstrels, Toni Vescoli, Jimmy Muff und in neuester Zeit mit Schtärneföifi, Andrew Bond, Big Zis, Phenomden und Bligg hat neben berndeutscher auch zürichdeutsche Mundartmusik weite Verbreitung.

### Über Zürichdeutsch

#### Allgemeines
- Sprachatlas der deutschen Schweiz (SDS). Begründet von Heinrich Baumgartner und Rudolf Hotzenköcherle. In Zusammenarbeit mit Konrad Lobeck, Robert Schläpfer, Rudolf Trüb und unter Mitwirkung von Paul Zinsli herausgegeben von Rudolf Hotzenköcherle. Bern, ab Bd. VII Basel 1962–1993.
- Viktor Schobinger:
  - säit me soo oder andersch? dialäkt zum naaschlaa wien im wörterbuech. Zürich 2000. (5. Auflage. 2008, ISBN 978-3-908105-63-3.)
  - Zürichdeutsch kurz und bündig. Zürich 2006, ISBN 3-908105-66-8.

#### Wörterbücher
- Albert Weber, Jacques M. Bächtold: Zürichdeutsches Wörterbuch (= Grammatiken und Wörterbücher des Schweizerdeutschen in allgemeinverständlicher Darstellung. Band III). Zürich 1961. (3., überarb. und stark erw. Auflage 1983. ISBN 3-85865-054-4.)
- Heinz Gallmann: Zürichdeutsches Wörterbuch. NZZ Libro, Zürich 2009, ISBN 978-3-03823-555-2.
- Viktor Schobinger:
  - züritüütsche grundwortschatz. 2 Bände. Zürich 2011, ISBN 978-3-908105-69-5.
  - züritüütschi wortfamilie. 4 Bände. Zürich 2011, ISBN 978-3-908105-70-1.
- Häxebränz (= Jacques M. Bächtold): 99 × Züritüütsch. Wie me Züritüütsch tänkt, redt, schrybt. Hans Rohr, Zürich 1975, ISBN 3-85865-033-1 (4. Aufl. 1982).
- Adolf Guggenbühl: Uf guet Züritüütsch. Ein kleines Wörterbuch für den täglichen Gebrauch. Zürich 1953.
- Fritz Herdi:
  - Limmatblüten. Vo Abblettere bis Zwibackfräsi. Aus dem Wortschatz der 5. Landessprache. Sanssouci, Zürich 1955. (1., unzensurierte Ausgabe. Huber, Frauenfeld 2001, ISBN 3-7193-1232-1.)
  - Limmatfalter. Vo Abe-mischte bis zwitschere. (Ein Gassenwörterbuch für Fortgeschrittene). Sanssouci, Zürich 1956.
  - Limmatblüten und Limmatfalter in einem Band. Ein Gassenwörterbuch. Sanssouci, Zürich 1977, ISBN 3-7254-0306-6.
  - Also sprach Zürithustra. Zürich anekdotisch. Pendo, Zürich 1983, ISBN 3-85842-078-6.
- Domenico Blass: Züri-Slängikon. Orell Füssli, Zürich 2007, ISBN 978-3-280-05267-9.

#### Grammatiken
- Albert Weber:
  - Zürichdeutsche Grammatik. Ein Wegweiser zur guten Mundart. Unter Mitwirkung von Eugen Dieth. Zürich 1948 (= Grammatiken und Wörterbücher des Schweizerdeutschen in allgemeinverständlicher Darstellung. Band I). (Nachdrucke 1964 und 1987, ISBN 3-85865-083-8.)
  - Die Mundart des Zürcher Oberlandes (= Beiträge zur Schweizerdeutschen Grammatik. Band XV) (PDF). Frauenfeld 1923 [bis heute die massgebliche diachronisch orientierte Darstellung].
- Viktor Schobinger: Zürichdeutsche Kurzgrammatik. 3., überarb. Auflage. Zürich 2007, ISBN 978-3-908105-65-7.
- Johannes Reese: Swiss German. The Modern Alemannic Vernacular in and around Zurich (= Languages of the World/Materials. Band 462). München 2007.
- R[udolf] E. Keller: Schwyzertütsch: Züritüütsch. In: German Dialects. Phonology & Morphology, with selected texts. Manchester 1961, S. 30–86.

#### Spezialuntersuchungen
- Heinrich Bruppacher: Der Rückgang der Zürcher Mundart in den letzten 50 Jahren. Vortrag, gehalten in der Gesellschaft für deutsche Sprache. (PDF; 1,7 MB) In: Neue Zürcher Zeitung. Nr. 171–173, 1895.
- Jürg Fleischer, Stephan Schmid: Zurich German. In: Journal of the International Phonetic Association. 36/2 (2006), S. 243–253. doi:10.1017/S0025100306002441
- Christoph Landolt: Dialektale Morphologie und Morphonologie im Wandel – Beispiel Zürichdeutsch. (PDF; 449 kB). In: Helen Christen, Sibylle Germann, Walter Haas, Nadia Montefiori, Hans Ruef (Hrsg.): Alemannische Dialektologie: Wege in die Zukunft. Beiträge zur 16. Tagung für alemannische Dialektologie in Freiburg/Fribourg vom 07.–10.09.2008 (= ZDL-Beiheft. Band 141). Stuttgart 2010, S. 97–113.
- Martin Salzmann: Resumptive Prolepsis: A study in indirect A'-dependencies (= LOT Dissertation Series. Band 136). LOT, Utrecht 2006. Mit Chapter 4: Resumptives in Zurich German relative clauses.
- Stephan Schmid: Zur Vokalquantität in der Mundart der Stadt Zürich. In: Linguistik online. Band 20, Nr. 3, 1. Juli 2004, S. 93–116, doi:10.13092/lo.20.1065 (unibe.ch [abgerufen am 13. April 2020]).
- Ingegerd Werner: Die Personalpronomen im Zürichdeutschen (= Lunder germanistische Forschungen. Band 63). Almqvist & Wiksell International, Stockholm 1999.
- Urs Willi: Die segmentale Dauer als phonetischer Parameter von ‚fortis‘ und ‚lenis‘ bei Plosiven im Zürichdeutschen. Eine akustische und perzeptorische Untersuchung (= ZDL-Beiheft. Band 92). Steiner, Stuttgart 1996.
- Heinz Wolfensberger: Mundartwandel im 20. Jahrhundert. Dargestellt an Ausschnitten aus dem Sprachleben der Gemeinde Stäfa (= Beiträge zur schweizerdeutschen Mundartforschung. Band 14). Huber. Frauenfeld 1967.
- Kathrin Würth: Consonant quantity and positional neutralisation: Heusler’s law and Winteler’s law in Zurich German. Zürcher Dissertation. Zürich 2020. doi:10.5167/uzh-186455

#### Schreibung
- Viktor Schobinger: züritüütsch läsen und schriibe. 2. Auflage. Schobinger, Zürich 2008, ISBN 978-3-908105-68-8.
- Eugen Dieth: Schwyzertütschi Dialäktschrift. 2. Auflage. bearb. und hrsg. von Christian Schmid-Cadalbert. Sauerländer, Aarau 1986, ISBN 3-7941-2832-X.

#### Lehrmittel
- Arthur Baur: Schwyzertüütsch. «Grüezi mitenand.» Praktische Sprachlehre des Schweizerdeutschen. [faktisch: Zürichdeutschen]. Winterthur 1969. (seither zahlreiche Neuauflagen, ISBN 978-3-85701-002-6.)
- Ann Beilstein: Lehrmittel Züritüütsch / Schweizerdeutsch. ISBN 3-033-00413-X (siehe auch www.schweizer-deutsch.ch).
- Renate Egli-Wildi: Züritüütsch verstaa, Züritüütsch rede. (Memento vom 18. Februar 2010 im Internet Archive) Mundartlehrgang des Vereins Schweizerdeutsch, Gruppe Zürich. Küsnacht 2007, ISBN 978-3-033-01382-7.

### Auf Zürichdeutsch
Siehe diese Zusammenstellung zürichdeutscher Literatur > Z (für Kanton Zürich).
Bibelübersetzungen:
- Eduard Schäubli (Übers.): d Genesis, Züritüütsch. Us em Hebrèèische übersetzt. Zürich 1990.
- Josua Boesch (Übers.): d Psalme, Züritüütsch. Us em Hebrèèische übersetzt. 2. Auflage. Zürich 1990.
- Viktor Schobinger (Übers.): de Versamler – de Prediger Salomo, Züritüütsch. Us em hebrèèische übersetzt. Zürich 1985.
- Fritz Stolz (Übers.): De Prediger, us em Hebräische is Züritüütsch übersetzt. Zürich, o. J.
- Emil Weber (Übers.):  s Nöi Teschtamänt Züritüütsch, us em Griechische übersetzt. 3. Auflage. Zürich 2011.
- Josua Boesch (Übers.): s Johannes-Evangeelium, Züritüütsch. Us em Griechische überträit. Zürich 1986.